# Scene in a mall
Scene in a mall es el 80mo episodio de la serie de televisión norteamericana Gilmore Girls.

## Resumen del episodio
Al estar Lulu de viaje, Kirk trabaja en el cuidado de perros, pero luego tiene problemas para identificar cómo se llama uno de ellos; Lane consigue un apartamento que compartirá con sus compañeros de banda, Zach y Brian, sin embargo, debe enfrentar a su madre para sacar las cosas de su casa, y además soportar a su muy habladora prima. Lorelai y Rory acuerdan que tendrán una relación más allá del teléfono o por e-mail, así que deciden ir un día de compras. Sin embargo, las chicas no tienen dinero y se limitan a ver las tiendas, pero no cuentan con la llegada de Emily, quien se encuentra molesta porque se siente ignorada por Richard y se pone a comprar todo lo que ve en las tiendas. Lorelai le dice a su madre que ella vale mucho y que es importante para su familia y amigos y consigue animarla para que arregle la situación. Por otra parte, Luke acepta prestarle a Lorelai los 30,000 dólares que ella necesita para seguir en el remodelado del Dragonfly; Rory encuentra a Dean trabajando en la posada y se disculpa por haber llorado en su hombro. Finalmente, mientras Lorelai y Rory vuelven de compras, Dean observa a Rory, algo que Luke no ha podido dejar de notar.

## Curiosidades
- Lorelai dice a su madre que nunca usa reloj, pero en los primeros episodios de la segunda temporada sí usaba.

- Datos: Q6122356